# Maria Adelaide de Cambridge
Maria Adelaide Guilhermina Isabel de Cambridge (Hanôver, 27 de novembro de 1833 – Londres, 27 de outubro de 1897), conhecida como Maria, a Gorda, foi uma princesa britânica, neta do rei Jorge III do Reino Unido, por nascimento, e duquesa de Teck por casamento.
Foi mãe da rainha Maria de Teck, esposa do rei Jorge V do Reino Unido, e bisavó da rainha Isabel II do Reino Unido, além de prima direita da rainha Vitória do Reino Unido.

## Infância e juventude

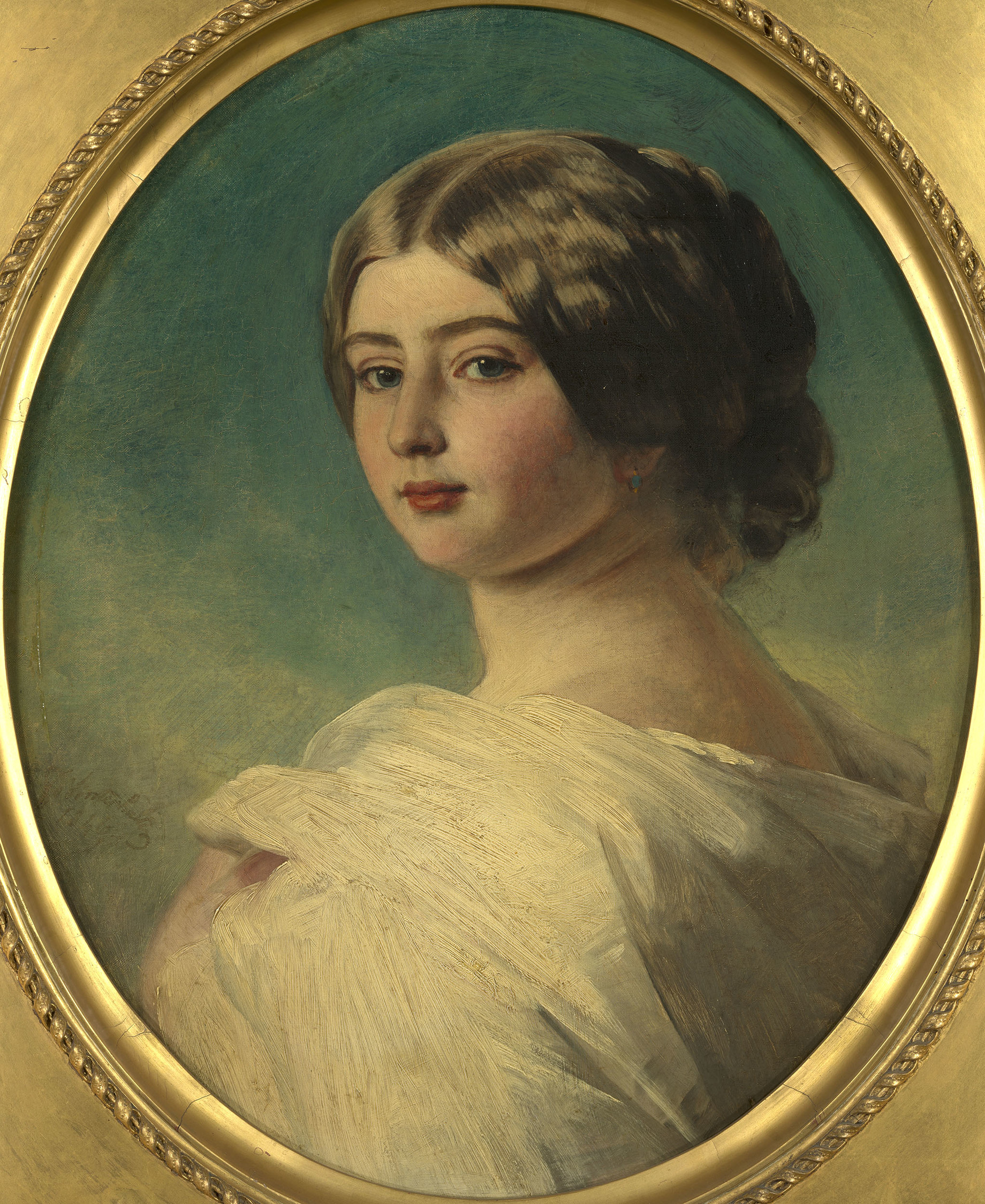
Maria Adelaide, por Franz Xaver Winterhalter, 1846

Maria Adelaide passou os primeiros anos de sua vida em Hanôver, onde seu pai atuou como vice-rei de Hanôver no lugar de seus tios Jorge IV e mais tarde Guilherme IV. Seu amor por alimentos e tendência a comer em excesso levou a tornar-se muito acima do peso, e posteriormente foi apelidada de "Maria, a Gorda".
Após a morte de Guilherme IV, a prima de Maria Adelaide, princesa Alexandrina Vitória de Kent, subiu ao trono em 1837. No entanto, por causa da lei sálica, Vitória foi impedida de subir ao trono de Hanôver, que foi passado para o príncipe Ernesto Augusto, Duque de Cumberland. Assim, o Duque de Cambridge já não era necessário, em Hanôver, e voltou para Londres com sua família, fixando residência no Palácio de Kensington.

## Casamento
Com a idade de 30 anos, Maria Adelaide ainda era solteira. Sua aparência pouco atraente e falta de renda foram fatores contribuintes, como a sua idade avançada. No entanto, seu real valor não a impedia não se casar com alguém de seu sangue azul. Sua prima a rainha Vitória ficou com pena dela, e começou a procurar-lhe pretendentes solteiros. 
O rei italiano Vítor Emanuel II da Itália, viúvo na altura, foi considerado um noivo em potencial para Maria, bem como o príncipe Guilherme de Baden e os duques de Brunsvique e Saxe-Meiningen.
Posteriormente, um candidato adequado foi encontrado em Württemberg, o príncipe Francisco de Teck. O príncipe era de mais baixa patente que Maria Adelaide, pois, era um produto de um casamento morganático e não tinha direitos de sucessão ao trono de Württemberg, mas pelo menos tinha o mínimo, o título de príncipe e era de sangue real. Sem outras opções disponíveis, Maria Adelaide decidiu casar com ele. O casal se casou em 12 de junho de 1866, na Igreja de Kew, Surrey. 
Maria Adelaide pediu que seu novo marido recebesse o tratamento de Sua Alteza Real, mas a proposta foi recusada pela rainha Vitória. Ele, contudo, recebeu o tratamento de Sua Alteza no Reino Unido em 1887 para celebrar o jubileu de ouro da rainha Vitória.
Eles tiveram quatro filhos:
- Maria de Teck, mais tarde, Rainha Maria, rainha-consorte do Reino Unido (1867-1953)
- Adolfo de Teck, mais tarde Duque de Teck e Marquês de Cambridge (1868-1927)
- Francisco de Teck (1870-1910)
- Alexandre de Teck, mais tarde Conde de Athlone (1874-1957)

O Duque e a Duquesa de Teck decidiram residir em Londres, em vez de no Reino de Württemberg, principalmente porque Maria Adelaide tinha o único ganha-pão para a família Teck. Ela recebia 5 000 £ por ano, como uma anuidade parlamentar para a realização de deveres reais. Sua mãe, a princesa Augusta, também colaborava com a sua renda complementar. Os pedidos para a rainha Vitória de fundos extras geralmente eram recusados. No entanto, a rainha deu-lhes apartamentos no Palácio de Kensington e o White Lodge, em Richmond Park, como casa de campo.

## Falecimento
Faleceu em 27 de outubro de 1897. Está sepultada na Capela de São Jorge (Castelo de Windsor).

## Títulos

Brasão da Princesa Maria Adelaide de Cambridge.

- 27 de novembro de 1833 – 12 de junho de 1866: "Sua Alteza Real, a Princesa Maria Adelaide de Cambridge"
- 12 de junho de 1866 – 16 de dezembro de 1871: Sua Alteza Real, a Princesa Francisco de Teck"
- 16 de dezembro de 1871 – 27 de outubro de 1897: "Sua Alteza Real, a Duquesa de Teck"